# ترنة

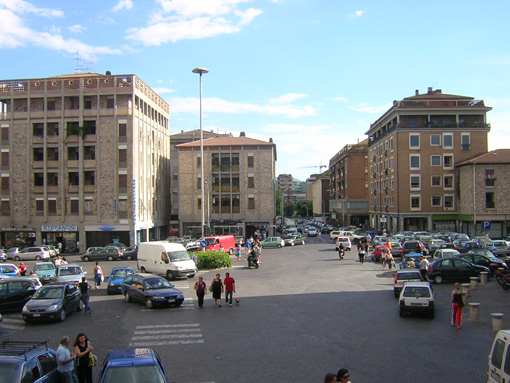
ساحة الشعب

تِرنة أو تِرني أو (نقحرة: تيرني) (بالإيطالية: Terni)‏، مدينة في وسط إيطاليا عاصمة مقاطعة تِرنة ضمن إقليم أُمبِرية سكانها حوالي 109.000 نسمة.
تقع في سهل نهر نيرا وعلى بعد 104 كيلومترا شمال روما، 36 كيلومترا شمال غرب رييتي، و 29 كيلومترا جنوب سبوليتو وتقع على خط السكك الحديدية من روما إلى أنكونة، ونقطة الانطلاق للفرع الخط من رييتي إلى لاكويلا. وهي مقر لجامعة، وهي واحدة من أهم المدن الصناعية في أُمبِرية.

## السكان
في سنة 1861 بلغ عدد السكان 20٬956 نسمة، وتطور العدد ليصل في سنة 2011 لـ 109٬193 نسمة.
يظهر هذا المخطط البياني تطور النمو السكاني لـتِرنة

## التاريخ
يعتقد أنها قد أسست في القرن السابع قبل الميلاد من قبل السبينيين. في القرن الثالث قبل الميلاد غزاها الرومان وسرعان ما أصبحت جزءا هاما من طريق فلامينيا. الروم اسموها Interamna بمعنى «بين النهرين». أثناء عهد الامبراطورية الرومانية أثريت المدينة بعدة مبان، من بينها القنوات وجدرانها ومدرجات والمعابد والجسور.
بعد غزو اللومبارديين (755) فقدت تِرنة أي دور بارز، مما قلل قيمتها إلى بلدة ثانوية في دوقية سبوليتو. وفي عام 1174 تم تدميرها مرة أخرى من قبل الإمبراطور فريدريك بربروسا بواسطة الجنرال المطران مدينة ماينس كرستيان. في القرن التالي أصبحت تِرنة المكان المفضل للقديس فرانسيس لأداء الصلاة.
في القرن الرابع عشر أصدرت تِرنة دستوراً خاصا بها، جرى توسيع الجدران عام 1353 وفتح قنوات جديدة. على غرار العديد المدن الإيطالية في اواخر العصور الوسطى، اجتاحتها النزاعات الداخلية بين الغويلفيين والغيبلينيين، ولاحقا بين الطرفين وبانديراري نوبيلي، لتصبح بعد ذلك جزءا من الدولة البابوية.
في عام 1580 بدء استخراج من مناجم مونتيليوني، وأصبحت للمدينة تقاليد في الصناعة. في القرن السابع عشر انخفاض دور تِرنة بسبب الاوبئة والمجاعات.
في القرن التاسع عشر استغلت تِرنة الثورة الصناعية والوفرة الكبيرة لمصادر المياه في المنطقة ودخلتها صناعات جديدة وشملت الصناعات الفولاذيه، وكذلك الأسلحة ومصانع الصوف والجوت. وفي عام 1927 أصبح تِرنة عاصمة مقاطعة. 
وجود صناعات كبرى مركزة جعلها هدفا مفضلا لقصف الحلفاء في الحرب العالمية الثانية، وبلغ مجموعها 108 غارات، أحياء كثيرة ومباني العامة دمرت.

## أهم المعالم

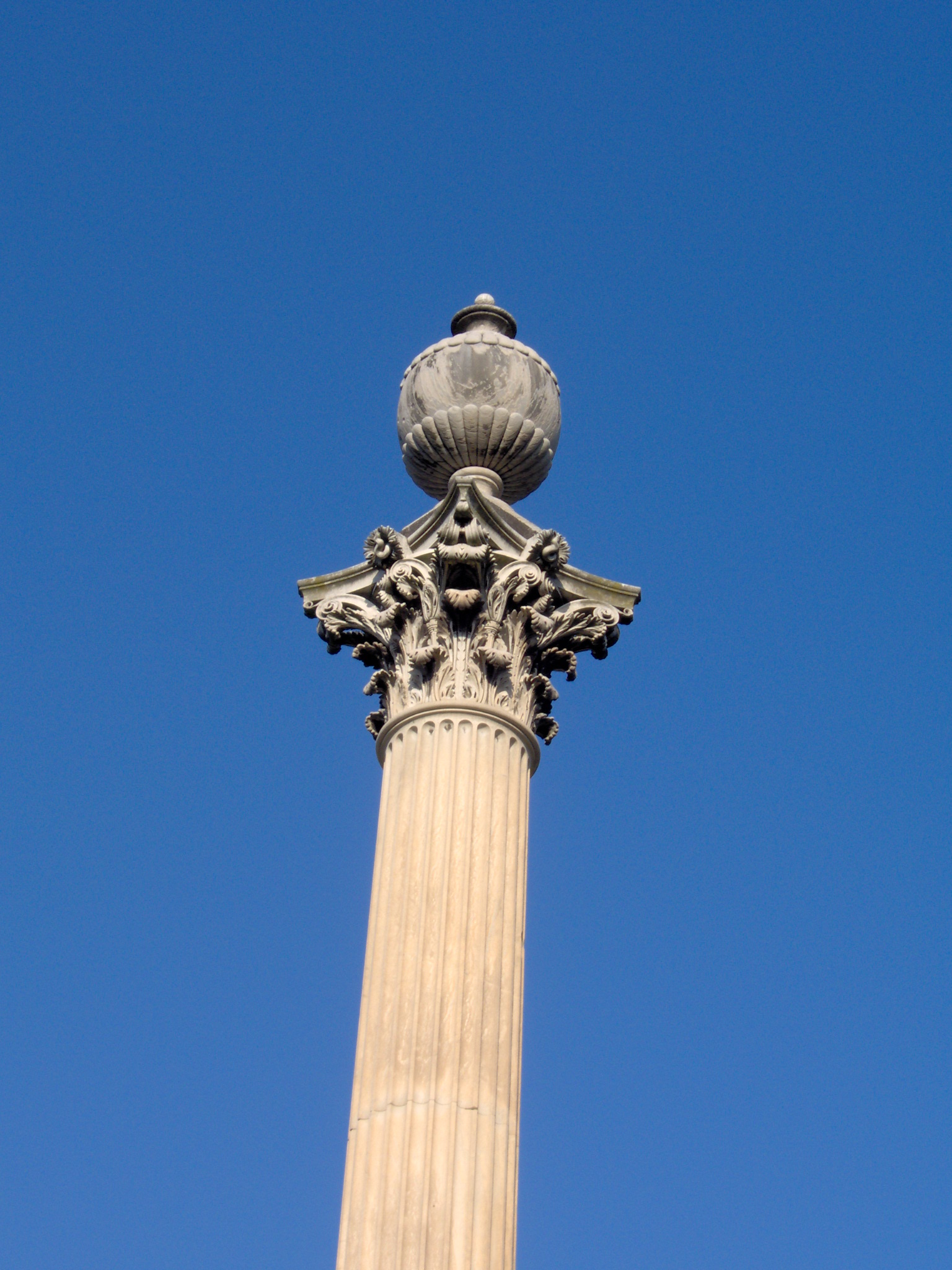
مسلة أرنالدو بومودورو

- المدرج الروماني يسع 10,000 متفرج، تم بناؤها في 32 قبل الميلاد.
- البوابة الرومانية الصغيرة Porta Sant'Angelo أحد المداخل الاربعة القديمة في المدينة، استعادت الكثير.
- الكاتدرائية (سانتا ماريا (القرن السابع عشر). بنيت على واحدة من اعرق صروح المسيحية في المدينة، تمتلك اليوم سمات باروكية. التصميمات الداخلية من تصميم جان لورنزو بيرنيني والبرج من القرن الثامن عشر. الواجهة بها بوابتان من عصور الوسطى: احداها بها مقياس سباط يستخدم لقياس حذاء المواطن لكي لا تتجاوز حدود اللياقة.
- كنيسة سان فرانسيشكو.
- كاتدرائية سان فالنتينو.
- قصر مادزانكوللي هو واحد من القصور القليلة التي لا تزال موجودة من القرون الوسطى في المدينة.
- قصر غادزولي (القرن الثامن عشر)، يستضيف معرض الدينة الفني به أعمال ل بييرفرانشيسكو داميليا، بينوتسو غودزولي، جيرولامو تروبا وأورنيوري ميتيلي.
- قصر سبادا (القرن السادس عشر)، بناه انطونيو دا سانغالو الأصغر. وهي دار البلدية الحالية.
- Lancia di Luce للنحات ارنالدو بومودورو.

1. ↑  "Superficie di Comuni Province e Regioni italiane al 9 ottobre 2011" (بالإيطالية). Istituto nazionale di statistica. Retrieved 2019-03-16.
2. ↑   https://demo.istat.it/?l=it. {{استشهاد ويب}}: |url= بحاجة لعنوان (مساعدة) والوسيط |title= غير موجود أو فارغ (من ويكي بيانات) (مساعدة)
3. ↑  GeoNames (بالإنجليزية), 2005, QID:Q830106
4. ↑  بيانات من موقع ISTAT - Istituto nazionale di statistica (ISTAT);  اطلع عليه بتاريخ 28-12-2012. نسخة محفوظة 7 فبراير 2020 على موقع واي باك مشين.